# Graham County, North Carolina
Graham County är ett administrativt område i delstaten North Carolina, USA, med 8 861 invånare. Den administrativa huvudorten (county seat) är Robbinsville. 

## Geografi
Enligt United States Census Bureau har countyt en total area på 782 km². 756 km² av den arean är land och 26 km² är vatten. 

### Angränsande countyn
- Swain County - nord och öst
- Macon County - sydost
- Cherokee County - syd
- Monroe County, Tennessee - väst
- Blount County, Tennessee - nordväst